# سيباستيان ريمي
سيباستيان ريمي (16 أبريل 1974 في فرنسا - ) (بالفرنسية: Sébastien Rémy)‏ هو لاعب كرة قدم فرنسي ولوكسمبورغ في مركز الوسط. شارك مع منتخب لوكسمبورغ لكرة القدم. أما مع النوادي، فقد لعب مع إف91 دوديلانج ونادي فولا إيش وSporting Mertzig ‏.

## مسيرته الكروية
لعب سيباستيان ريمي خلال مسيرته الاحترافية مع ناديين في ثلاثة عشر موسمًا وسجل خلالها 43 هدفًا ضمن 277 مباراة. حيث فاز في أربعة مواسم بالكأس وفي سبعة مواسم بالدوري.
خاض سيباستيان ريمي مسيرته مع Sporting Mertzig ‏ في موسم 1998–99 واستمر معه طيلة ثلاثة مواسم، مشاركًا في 63 مباراة سجل خلالها 7 أهداف. ثم انتقل إلى نادي إف91 دوديلانج في موسم 2001–02 ليلعب معه عشرة مواسم، حيث شارك في 214 مباراة سجل خلالها 36 هدفًا.

## وصلات خارجية
- سيباستيان ريمي على موقع الاتحاد الدولي (مؤرشف)  (الإنجليزية)
- سيباستيان ريمي على موقع قاعدة بيانات كرة القدم.إي يو (الإنجليزية)
- سيباستيان ريمي على موقع ناشيونال فوتبول تيمز (الإنجليزية)